# Marta López Herrero
Marta López Herrero (geboren am 4. Februar 1990 in Málaga) ist eine spanische Handballspielerin, die auf der Spielposition Rechtsaußen eingesetzt wird.

## Vereinskarriere
Sie lernte das Handballspielen im Stadtteil Puerto de la Torre von Málaga, wo sie das Colegio Puertosol besuchte. Im Jahr 1997 trat sie in den Verein Club Balonmano Puertosol ein. Im Jahr 2006 wechselte sie zu Costa del Sol Málaga, wo sie in der ersten Mannschaft spielte; dazu trat sie mit dem Club Reserva del Higuerón de Fuengirola bei der Jugend an. Von 2006 bis 2008 spielte sie für Costa del Sol Málaga, anschließend bis 2012 für BM Alcobendas.
Im Jahr 2012 wechselte sie nach Frankreich, wo sie bis 2016 bei CJF Fleury Loiret spielte, mit dem sie im Jahr 2014 den Coupe de France gewann und im Jahr 2015 die französische Meisterschaft.
Von 2016 bis 2017 stand sie wieder in Spanien, bei Balonmano Bera Bera, unter Vertrag; hier gewann sie die Supercopa de España.
Ab dem Jahr 2017 spielte López in Rumänien. Dort war sie bis 2022 bei SCM Râmnicu Vâlcea aktiv, mit dem sie den rumänischen Supercup (2018, 2020), die rumänische Meisterschaft (2019) und den rumänischen Pokal (2020) gewann. Im September 2021 zog sie sich eine schwere Kreuzbandverletzung zu. López lief ab 2022 für Rapid Bukarest auf. Ihr mit 100.000 Euro p. a. dotierter Vertrag lief bis 2026; im November 2024 gab Rapid Bukarest die sofortige Trennung von Marta López bekannt.
Nach dem Abschied aus Rumänien trainierte sie zusammen mit dem Team von Costa del Sol Málaga, dem sie sich dann im März 2025 bis zum Ende der Spielzeit 2024/2025 anschloss. Daraufhin unterschrieb sie einen Vertrag beim französischen Erstligisten Saint-Amand Handball.
Mit den Teams aus Fleury-les-Aubrais, San Sebastián, Râmnicu Vâlcea und Bukarest nahm sie auch an europäischen Vereinswettbewerben teil.

## Auswahlmannschaften
Als Jugendliche trat sie in der Auswahl Andalusiens in nationalen Vergleichen an. 2007 und 2008 gewann sie mit dieser Auswahl die Goldmedaille bei den spanischen Meisterschaften der autonomen Provinzen.
Marta López debütierte in einer spanischen Auswahlmannschaft am 12. April 2006 in einem Länderspiel der spanischen Jugendauswahl gegen die Auswahl Italiens; beim 39:25-Sieg warf sie drei Tore. Mit der Auswahl nahm sie an der U-17-Europameisterschaft 2007, bei der Spanien den 2. Platz belegte, und an der U-18-Weltmeisterschaft 2008 teil (Platz 5). In 47 Spielen der Jugendauswahl warf sie 266 Tore.
Mit den spanischen Juniorinnen spielte sie 37 Partien und warf dabei 197 Tore. Sie stand bei der U-19-Europameisterschaft 2009 (6. Platz) und der U-20-Weltmeisterschaft 2010 (10. Platz) im Aufgebot.
Am 12. Juni 2009 lief sie erstmals für die spanische Nationalmannschaft auf. Sie spielte für Spanien bei der Weltmeisterschaft 2009 (4. Platz), bei den Olympischen Spielen 2012 (3. Platz), der Weltmeisterschaft 2013 (9. Platz), der Europameisterschaft 2014 (2. Platz), der Weltmeisterschaft 2015 (12. Platz), den Olympischen Spielen 2016 (6. Platz), der Europameisterschaft 2016 (11. Platz), der Weltmeisterschaft 2019 (2. Platz), der Europameisterschaft 2020 (9. Platz), den im Jahr 2021 ausgetragenen Olympischen Spielen 2020 (9. Platz) und bei der Weltmeisterschaft 2023. Marta López stand auch für das olympische Handballturnier 2024 im spanischen Aufgebot.
Nach den Olympischen Spielen in Paris beendete sie ihre Karriere in der Nationalmannschaft. López bestritt von Juni 2009 bis August 2024 insgesamt 151 Spiele für die A-Auswahl und warf dabei 348 Tore.

## Erfolge (Auswahl)
- Silbermedaille bei der Weltmeisterschaft 2019
- Silbermedaille bei der Europameisterschaft 2014
- Bronzemedaille bei den Olympischen Spielen 2012
- Beste Rechtsaußen der französischen Liga 2013, 2014[2]
- Gewinn des französischen Pokals 2014
- Gewinn der französischen Meisterschaft 2015
- Gewinn des spanischen Supercups 2016
- Gewinn des rumänischen Supercups 2018 und 2020
- Gewinn der rumänischen Meisterschaft 2019
- Gewinn des rumänischen Pokals 2020

## Privates
Marta López Herrero hat zwei ältere Geschwister, die ebenfalls Handball spielen.